# Nagatoro
Nagatoro (jap. 長瀞町 Nagatoro-machi) – miasto w Japonii, na wyspie Honsiu, w prefekturze Saitama. Według danych na rok 2020 miejscowość zamieszkiwało 6 807 mieszkańców , a gęstość zaludnienia wyniosła 223,7 os./km².